# Mdou Moctar
Mdou Moctar, scris și M.dou Mouktar (nume la naștere Mahamadou Souleymane) este un cântăreț și compozitor tuareg din Niger. Cântă în limba tamasheq.

## Biografie
S-a născut în satul Tchintabaraden și a copilărit în Arlit, un oraș minier.

## Discografie

### Albume de studio
- Anar (2008)
- Akounak Tedalat Taha Tazoughai (Sahel Sounds, 2015)
- Sousoume Tamachek (Sahel Sounds, 2017)
- Ilana: The Creator (Sahel Sounds, 2019)
- Afrique Victime (Matador Records, 2021)

### Albume live
- Afelan (Sahel Sounds, 2013)
- Blue Stage Sessions (Third Man Records, 2019)

### Single-uri și EPs
- Tahoultine (2011)
- Anar / Vanessa (Sahel Sounds, 2012) (split with Brainstorm)
- Ibitlan / Tiknass (Sunbone) (Sahel Sounds, 2020)

### Compilații
- Music from Saharan Cellphones: Volume 1 (2010)[3]
- Music for Saharan Cellphones: The International Reworks (2011)
- The Mdou Moctar Covers (2012) (split with Brainstorm)
- Pop Music from Republique Du Niger (2012)
- Music from Saharan Cellphones: Volume 2 (2013)
- Ronald Paris / Mdou Moctar (2014) (split cassette with Porches)[4]
- Rough Trade Shops Africa 13 (2014)
- Mind the Gap #110 (2014)
- Below the Radar 10 (2014)